# Weinhaus Wöhler

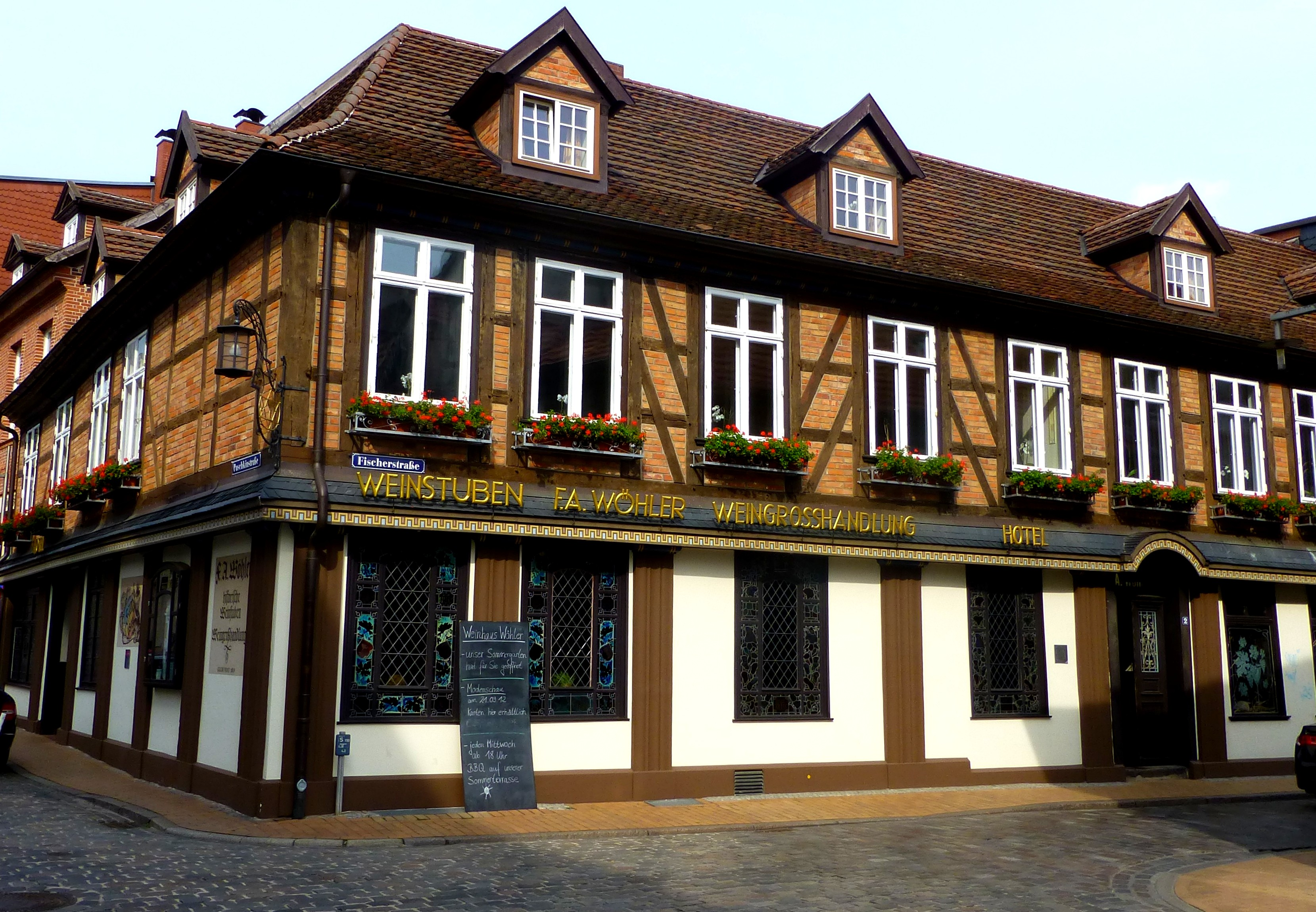
Weinhaus Wöhler, 2012

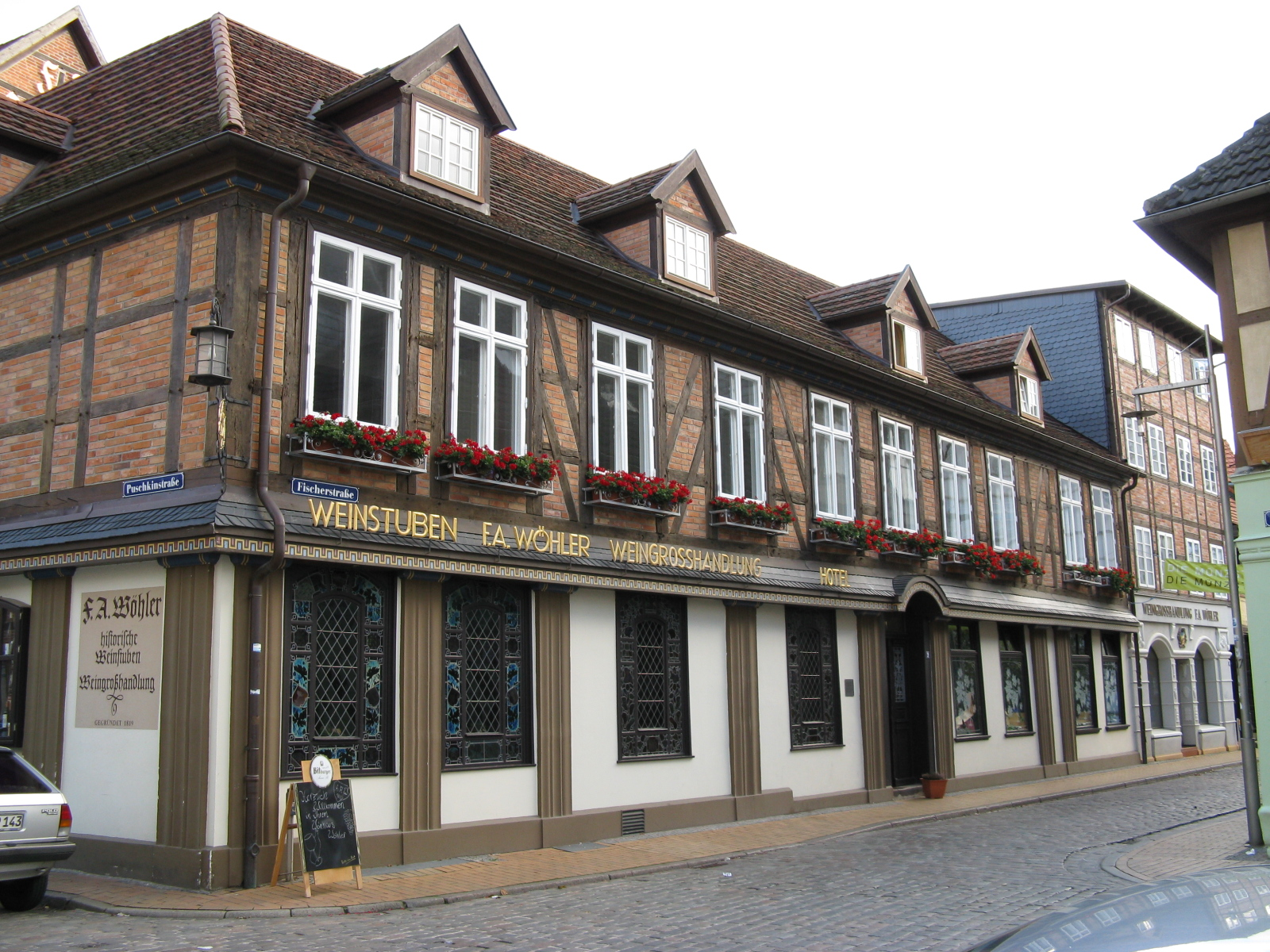
Weinhaus Wöhler, 2007

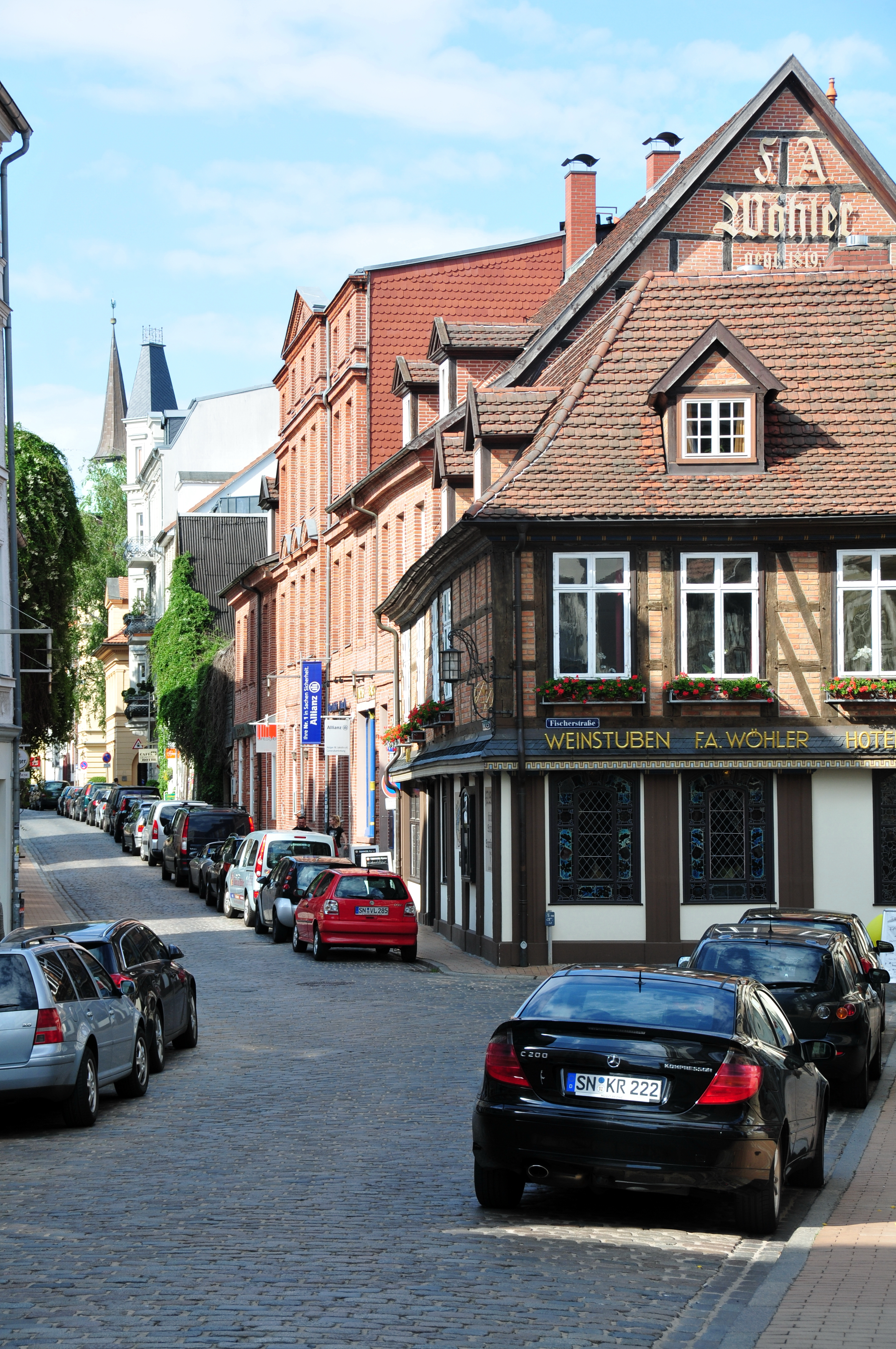
Weinhaus an der Puschkinstraße

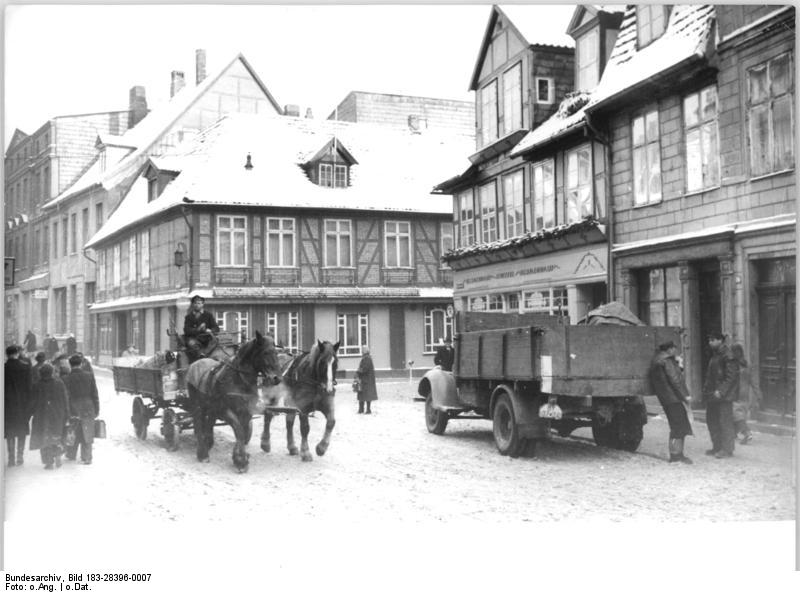
Weinhaus in den 1920er Jahren

Das Weinhaus Wöhler in Schwerin, Schelfstadt, Fischerstraße 2 und Puschkinstraße 26, ist als Gebäude
Baudenkmal in Schwerin und ein historisches Wein- und Bierhaus.

## Geschichte
Die Schelfstadt, ursprünglich die Schelfe, seit 1349 auch Neustadt, entwickelte sich seit dem 11. Jahrhundert als zunächst selbstständiger Ort und ab 1705 als Stadt. Es entstanden im frühen 18. Jahrhundert auf der Schelfe Fachwerkhäuser und Palais.
Um 1750 wurde dieses zweigeschossige Fachwerkhaus an der Fischerstraße, Ecke Königsstraße (heute Puschkinstraße) am Fischereck vom Hofkellermeister Braunwald gebaut. 1819 gründete sich die Weingroßhandlung F. A. Wöhler, kaufte und nutzte das Haus. Es erfolgten große Umbauten und die heute noch nutzbaren Gasträume sowie die Weinstube entstanden.
Die Schelfe mit über 4100 Einwohnern wurde 1832 Stadtteil von Schwerin. 1895 kam mit einer Sanierung auch ein weiterer Ausbau der historischen Gast- und Geschäftsräume.
1901 feierten hier Prinz Heinrich zu Mecklenburg und die Prinzessin der Niederlande und von Oranien-Nassau und Königin der Niederlande Wilhelmina ihre Schweriner Hochzeit. 1908 wurde Wöhler zum „Hoflieferanten“ des königlichen Hofes der Niederlande und 1914 Hoflieferant der Großherzogin Marie von Mecklenburg-Schwerin sowie der Kaiserlichen und Königlichen Hoheit des Kronprinzen Wilhelm von Preußen, als Ehemann von Cecilie zu Mecklenburg.
Die heutige Schmuckfassade wurde 1927 erstellt. Das Weinhaus war beliebt und war ein Stück Tradition von Schwerin. Seit 1953 bewirtschaften Pächter das Weinhaus, das 1959 verstaatlicht wurde. In den 1970er/80er Jahren wurden nicht die erforderlichen Unterhaltungsarbeiten am Bauwerk durchgeführt; das Haus verfiel und wurde 1983 wegen Einsturzgefahr geschlossen.
Erst um 1997 fanden Investoren den Mut den maroden Bestand zu sichern, bauliche Voruntersuchungen einzuleiten, Anträge zur Städtebauförderung einzureichen und die nunmehr umfangreichen erforderlichen Sanierungsmaßnahmen mit geförderten Kosten von acht Millionen DM bis 2001 durchzuführen. Dabei wurde das Dachgeschoss für eine Hotelnutzung ausgebaut und dieser Bereich 2014 modernisiert und auf 12 Zimmer erweitert.
Das Bauwerk ist seit 2024 als Teil des Residenzensembles Schwerin UNESCO-Welterbe.